# Сухоріченська сільська рада (Ілецький район)
Сухорі́ченська сільська рада (рос. Сухореченский сельский совет) — сільське поселення у складі Ілецького району Оренбурзької області Росії.
Адміністративний центр та єдиний населений пункт — село Сухорічка.

## Населення
Населення — 534 особи (2019; 617 в 2010, 822 у 2002).